# Ramiz Suljanović
Ramiz Suljanović, né le 16 août 1979, à Bijeljina, en République socialiste de Bosnie-Herzégovine, est un joueur bosnien de basket-ball. Il évolue aux postes d'ailier fort et de pivot.

## Palmarès
- Championnat d'Autriche :
  - Vainqueur : 2012
- Coupe d'Autriche :
  - Vainqueur : 2007, 2013